# Nico Mantl
Nico Mantl, född 6 februari 2000, är en tysk fotbollsmålvakt som spelar för Viborg FF, på lån från Red Bull Salzburg.

## Karriär
I januari 2021 värvades Mantl av österrikiska Red Bull Salzburg, där han skrev på ett 4,5-årskontrakt. Den 30 december 2022 lånades Mantl ut till danska AaB på ett låneavtal över resten av säsongen. I januari 2024 lånades han ut till danska Viborg FF på ett låneavtal över resten av säsongen 2023/2024.

## Meriter
- Österrikisk mästare: 2021, 2022
- Österrikisk cupvinnare: 2021, 2022